# ナガナ病

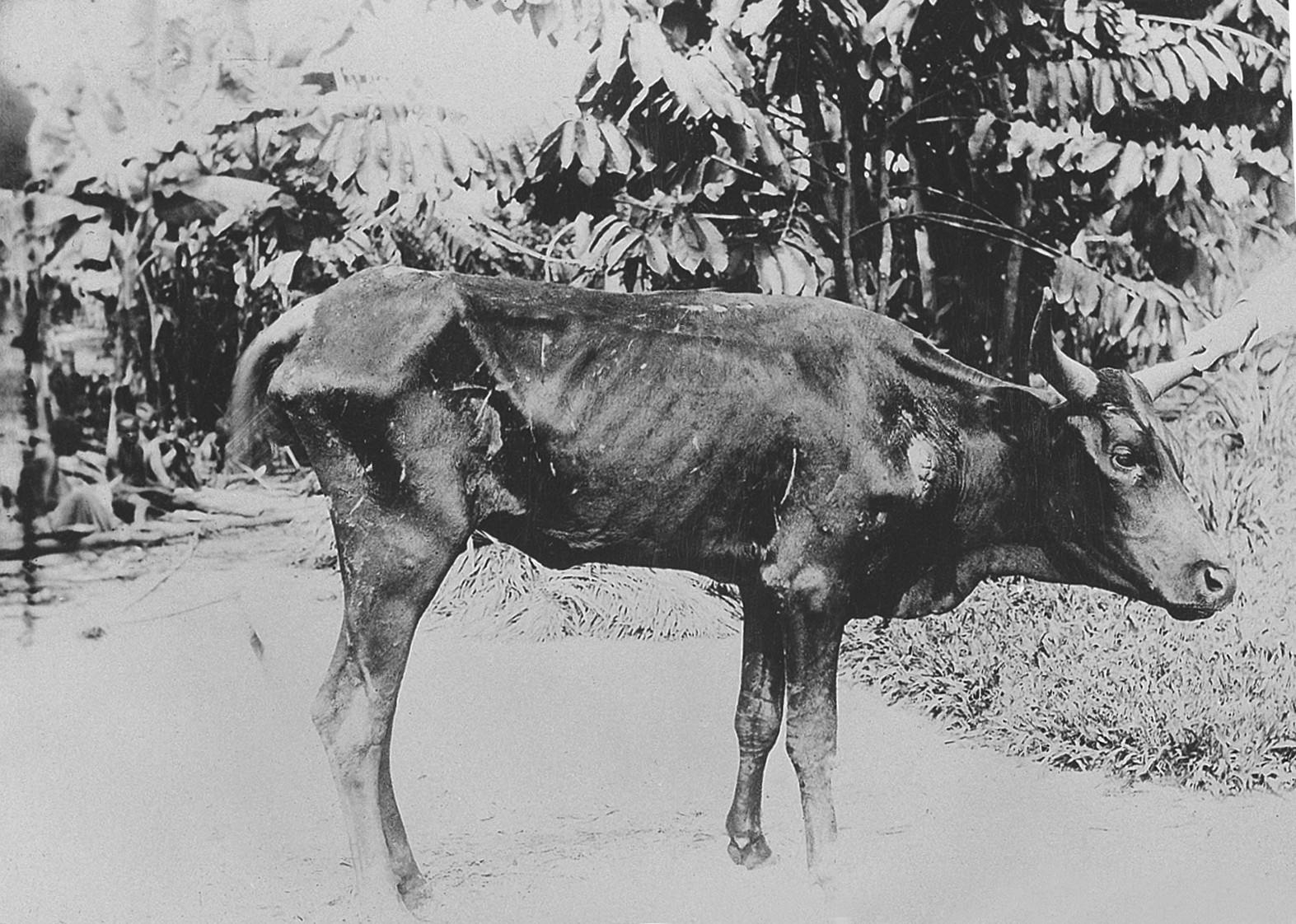
罹患した牛

ナガナ病（ナガナびょう、英: Nagana, nagana pest, Animal African Trypanosomiasis）とは脊椎動物の疾病。ナガナ病は原生生物であるトリパノソーマ属のうちいくつかの種が原因となる。トリパノソーマが脊椎動物宿主の血液に感染すると、発熱、衰弱、体重減少、貧血を引き起こし、未治療では致死的となる場合がある。これらのトリパノソーマはツェツェバエによって媒介される。